# Moulins en Bessin
Moulins en Bessin is een gemeente in het Franse departement Calvados (regio Normandië). De plaats maakt deel uit van het arrondissement Caen. Moulins en Bessin is op 1 januari 2017 ontstaan door de fusie van de gemeenten Coulombs, Cully, Martragny en Rucqueville. De gemeente telde 1.124 inwoners op 1 januari 2022.

## Geografie
De oppervlakte van Moulins en Bessin bedroeg op 1 januari 2022 17,3 vierkante kilometer; de bevolkingsdichtheid was toen 65 inwoners per km².
De onderstaande kaart toont de ligging van Moulins en Bessin met de belangrijkste infrastructuur en aangrenzende gemeenten.

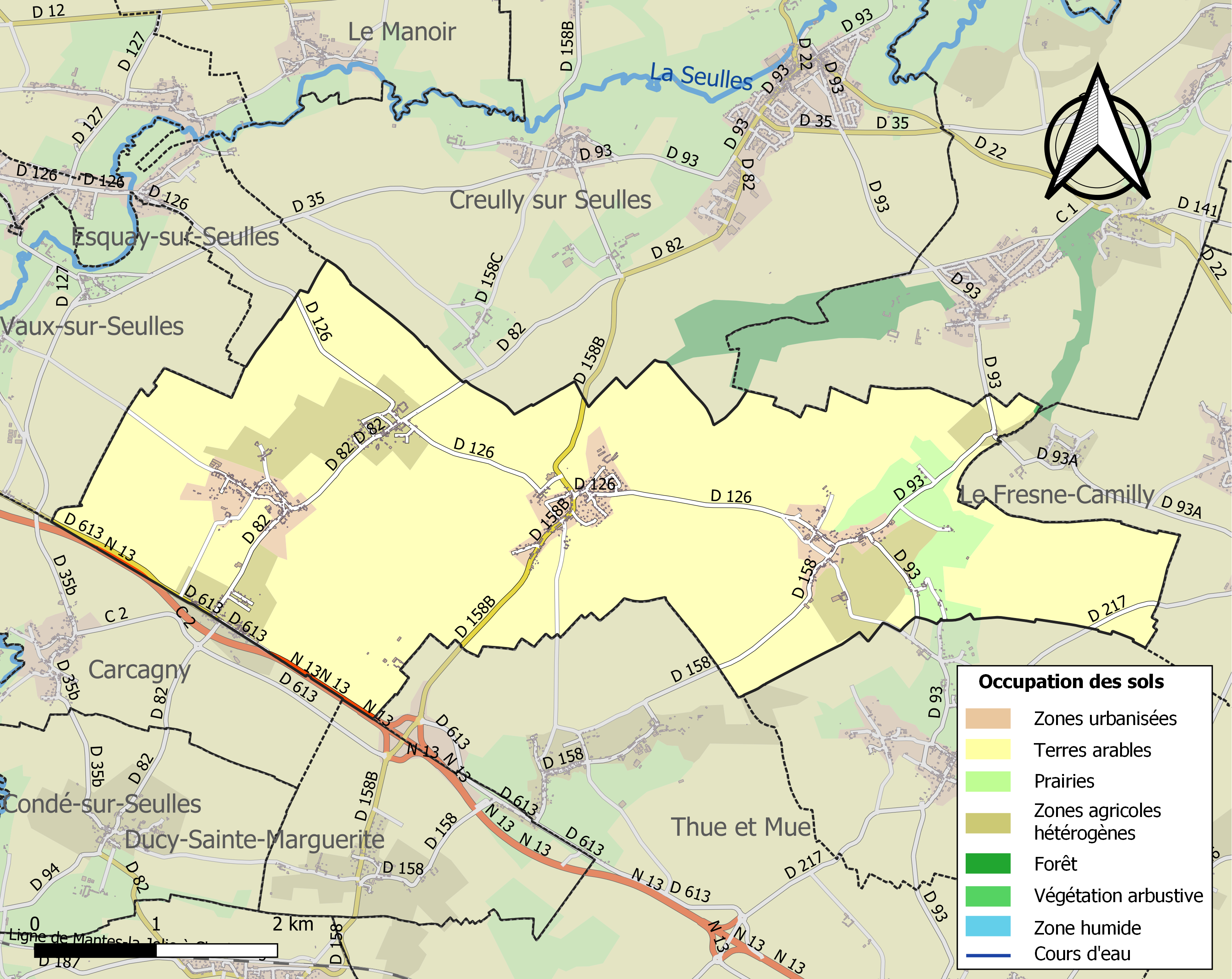